# 9-я армия (вермахт)
9-я армия (нем. 9. Armee) — германская армия, принимала участие во Второй мировой войне. Создана 15 мая 1940 года, в 1941—1945 годах воевала на Восточном фронте.

## Боевой путь армии
В 1940 году, во время Французской кампании, была в стратегическом резерве.
Летом 1941 года в составе группы армий «Центр» участвовала в операции «Барбаросса» на Восточном фронте. Совместно с 4-й армией окружила крупную группировку советских войск в Белостокском мешке. Затем участвовала в Смоленском сражении. С октября 1941 года участвовала в наступлении на Москву.

## Операция «Тайфун»
2 октября 1941 года в 5 часов 30 минут утра началась мощная, 45-минутная артиллерийская подготовка по всему фронту девятой армии вермахта.
В начале декабря 1941 года в районе Калинина была сосредоточена ударная группировка советских войск в составе пяти стрелковых дивизий 31-й армии и трёх стрелковых дивизий 29-й армии. Эти армии не получили в свой состав свежесформированных дивизий и вели боевые действия с поредевшими в боях за Москву соединениями.
Соединения левого фланга 29-й армии генерал-лейтенанта И. И. Масленникова (с 12 декабря — генерал-майора В. И. Швецова) перешли в наступление 5 декабря, однако не смогли прорвать оборону пехотных дивизий 9-й армии.
Войска 31-й армии генерал-майора В. А. Юшкевича после упорных трехдневных боев прорвали вражескую оборону, к исходу 9 декабря продвинулись на 15 км и создали угрозу тылу группировки 9-й армии в районе Калинина.
Одновременно предпринятое 30-й армией Западного фронта наступление угрожало выходом в тыл немецкой 9-й армии на калининском направлении. В ночь на 16 декабря командование 9-й армии приказало начать отступление из района Калинина. Утром 16 декабря войска 31-й и 29-й армий возобновили наступление. Город был взят 16 декабря.
В 1942 году — бои в районе Ржева. (см. Ржевская битва)
В июле 1943 года участвовала в Курской битве (на северном фасе Курской дуги). На тот момент была самой многочисленной из немецких армий — 4 танковые и 14 пехотных дивизий, около 335 тысяч личного состава и около 600 танков.
В 1944 году — бои в районе Бобруйска. (см. Бобруйская операция).
Летом 1944 года в ходе советского наступления в Белоруссии (Операция Багратион) армия понесла большие потери, отступила в район Варшавы. Приняла участие в битве у стен Варшавы.
В январе 1945 года армия потерпела сокрушительное поражение в Висло-Одерской операции, была отброшена за реку Одер и заняла оборону на Зееловских высотах. В феврале—марте 1945 года безуспешно пыталась уничтожить советские плацдармы в районе Кюстрина, однако при этом была выбита и из самого города-крепости Кюстрин. В апреле 1945 года в ходе Берлинской операции под натиском советского 1-го Белорусского фронта остатки 9-й армии отступили в район Франкфурта, где были окружены и большей частью уничтожены. В последние дни войны немногочисленным бойцам и командирам удалось прорваться к реке Эльба и сдаться в плен к западным союзникам.

## Состав армии
| В июне 1941: - 3-я танковая группа - 20-й армейский корпус - 5-й армейский корпус - 6-й армейский корпус - 8-й армейский корпус - 42-й армейский корпус В декабре 1941: - 6-й армейский корпус - 23-й армейский корпус - 27-й армейский корпус | В июле 1943 (Курская битва): - 41-й танковый корпус - 18-я танковая дивизия - 86-я пехотная дивизия - 292-я пехотная дивизия - 46-й танковый корпус - 7-я пехотная дивизия - 31-я пехотная дивизия - 102-я пехотная дивизия - 258-я пехотная дивизия - 47-й танковый корпус - 2-я танковая дивизия - 9-я танковая дивизия - 20-я танковая дивизия - 6-я пехотная дивизия - 20-й армейский корпус - 45-я пехотная дивизия - 72-я пехотная дивизия - 137-я пехотная дивизия - 251-я пехотная дивизия - 23-й армейский корпус - 78-я штурмовая дивизия - 216-я пехотная дивизия - 383-я пехотная дивизия | В октябре 1943: - 41-й танковый корпус - 23-й армейский корпус - 55-й армейский корпус В июне 1944: - 41-й танковый корпус - 35-й армейский корпус - 55-й армейский корпус В марте 1945: - 5-й горный армейский корпус СС - 32-я добровольческая пехотная дивизия СС «30 января» - 11-й армейский корпус СС - 25-я моторизованная дивизия - 712-я пехотная дивизия - 101-й армейский корпус - пехотная дивизия «Берлин» - пехотная дивизия «Дёбериц» |

## Командующие армией
- генерал-полковник Йоханнес Бласковиц, 15 — 29 мая 1940
- генерал-полковник Адольф Штраус, 29 мая 1940 — 15 января 1942
- генерал-полковник Вальтер Модель, 15 января — 23 мая 1942 (ранен)
- генерал танковых войск Генрих фон Фитингхоф-Шель, 1 сентября — 1 декабря 1942
- генерал-полковник Вальтер Модель, 1 декабря 1942 — 4 ноября 1943
- генерал танковых войск Йозеф Харпе, 4 ноября 1943 — 1 мая 1944
- генерал пехоты Ханс Йордан, 20 мая — 27 июня 1944
- генерал танковых войск Николаус фон Форман, 27 июня — 21 сентября 1944
- генерал танковых войск Смило фрайхерр фон Лютвиц, 21 сентября 1944 — 19 января 1945
- генерал пехоты Теодор Буссе, 19 января — 8 мая 1945